# 七年目のかぞえ唄
『七年目のかぞえ唄』（ななねんめのかぞえうた）は、曽祢まさこによる日本の漫画作品。
『なかよしデラックス』（講談社）にて1981年11月号から1982年5月号まで連載された。

## 概要
輝くような笑顔をセシリーから奪ったのは誰? と心の中で呟くサミィ（サミュエル）。
幼くして結核を患い、親戚の讒言に傷つき心を病んだセシリー。7年の療養所での生活を経て健康を回復し、懐かしい我が家と実母以上に母と慕う義母ポーラの許に帰って来た。しかし、その時から不穏な影が怪異を引き起こすようになる。
しかもセシリーが、その少女を拒絶したことで怪異は激しさを増してゆく。子供部屋で愛と憎しみがぶつかり合い、彼女の中から追い出され8歳の姿を象った「憎しみ」は戻りたがる想いも加わって「ポルターガイスト（騒霊現象）」まで起こし、事態は混迷を深めてゆく。心霊現象の専門家は言う、現在のセシリーが愛している筈の義母を憎んでいるからこそ、彼女の潜在意識が「喪服の少女」を操り怪異は引き起こされるのだと。
飼い犬を殺し、庭の木々を枯死させる程の憎しみ。だがしかし、その憎しみの正体は実際には憎しみではなかった。父の死を悲しんでもいない人々の中に置き去りにしたと、母を慕う幼子の愛するがゆえの悲しみが爆発したものだった。

## 登場人物

### フェアブラウン家
セシリー=フェアブラウン
本作の主人公。父ロジャーが亡くなった際、その死を悲しんでもいない親戚の人々の中傷に心を病み、折悪しく発症していた結核を治すべく、療養所で過ごすことになった。7年ぶりに我が家に戻るが、謎の少女の影に脅かされ飼い犬の変死や庭の木々の謎の枯死など怪異に見舞われる。やがて謎の少女が自身の心の闇が分裂して具現化した存在だと知り、ポーラをこれ以上危険な目に遭わせないためにも自身の中に取り戻す。それが切っ掛けで原因だった感情の正体を思い出し、気づけばナイフを手にポーラを突き刺そうとしたのをルーサーに制止されていた。憎しみの正体は、父の死を悲しんでもいない親戚連中の中に置き去りにされた8歳のセシリーがポーラに助けを求めるも一人ぼっちにしたことに対する子供ゆえの不満や悲しみが凝り固まったモノだとポーラと共に悟り、改めて母と子の新しい日々を営んでゆくのだった。
試験明けにピクニックに行った際、無愛想なだけと思っていたサミィの兄ルーサーの優しさを知り、惹かれてゆくのを自覚する。
喪服の少女
セシリーの8歳の姿をしており、彼女の子供ゆえの憎しみと悲しみの化身。
ポーラ=フェアブラウン
セシリーの2人目の母であり、亡き彼女の父ロジャーの元秘書で後妻。イタリア出身の女性で、黒髪のショートヘア。クッキー等はきちんと焼けるが、味は問題ないのに何故かケーキはマトモに焼けたことがないという不思議な得手不得手の持ち主である。ロジャーと結婚して1年足らずで、夫を墜落事故で失う。ナイフを手に自身を突き刺そうとするセシリーが不穏な空気を悟ったルーサーに制止されたのを見て、手を伸ばしかけ、反射的に「貴方が死ねばよかったのよ! パパの代わりに!!」と叫んだセシリーの言葉に凍りついた。父親の死を悼んでもいない親戚連中の誹謗中傷にセシリーが深く傷ついていたことを漸く悟り、それに気づかずに守ろうとした自身の至らなさを悟るのだった。
セシリーも怪異が起きてから知ったことだが、夫の死後、倒れて入院し半月も経ってから帰宅したのはセシリーの腹違いの弟か妹を流産したからだった。

### メイズ家
サミエル=メイズ
物語の語り手。愛称は「サミィ」。セシリーの実母ビオレッタの従姉の下の息子。セシリーに幼い恋心を抱き病気やフェアブラウン家の怪異にセシリー母子を案じるが、元々のセシリーが心を病んだ元凶が養育費目当ての自身の母親だったことを知り、後に母親を激しく詰った。紆余曲折の末、事件が解決しセシリーとポーラが新しい生活を歩み始めた矢先、何かとセシリーに付きまとう（サミィの視点では）アルバートが問題なのではなく、心の中に彼女と似た影を宿す兄ルーサーがセシリーと結ばれるのではないかと小さな、けれど確かな予感を抱く。
ルーサー=メイズ
サミィの兄。無邪気にセシリーに好意を寄せる弟に呆れつつ応援する少年で、投げ槍で無関心に見えるも怪異に際して心霊現象に詳しい友人に書物を借りたり話を聞いたりし、彼なりに対処しようと試みている。サミィとは異なり、7年前にこぞってセシリーを引き取りたがった親戚連中の腹の内を知っており、母レイチェルが女の子を欲しがったというたわ言をサミィが真に受けていたことを知り驚いた。
レイチェル=メイズ
サミィとルーサーの母。セシリーの実母の従姉で、彼女のイジメの被害者でもあった。それゆえにロジャーの死に際してセシリーに嘘を吹き込み彼女の心を傷つけ、あわよくば引き取って養育費をせしめようと企んだ。当時、既に彼女と他の親戚連中の企みを察していたルーサーに続き、真相を知ったサミィにも「お金だけあっても意味ない」と非難され、流石に深く後悔し酒をあおり亡き従妹に対する恨み事を呟いた。
メイズ
レイチェルの夫で、サミィとルーサーの父。特に養育費を欲しいとは思わず、揉め事には無関心。

### その他
博士（ドクター）
心霊研究所（Psychic Research Center）の所長。ポーラの相談を受けて話を聞き、今回の事件が現在のセシリーの心の在り方にあり、彼女の潜在意識が憎しみの化身である「喪服の少女」を動かし怪異を引き起こしていると指摘する。
アルバート=レイマン
セシリーの父方の親戚。セシリーを巡り、サミィと火花を散らす。

## 書誌情報
- 曽祢まさこ『七年目のかぞえ唄』講談社〈講談社コミックスなかよし〉、全2巻
  1. 1982年9月2日発行、ISBN:978-4-06-108418-6
  2. 1982年10月1日発行、ISBN:978-4-06-108421-6
- 曽祢まさこ『七年目のかぞえ唄』講談社〈講談社漫画文庫〉、全1巻
  1. 2003年7月11日発行 ISBN：4-06-360581-7